# Melker (film)
Melker är en animerad film från 2011 som utspelar sig i Bjärred 1982. Filmen, skapad av Melker Sundén och med regi av Christian Ryltenius och Sundén, handlar om att bli vuxen, mycket om livet och lite om kärlek. I rollerna ses bland andra Tomas von Brömssen, Björn Kjellman och Nour El Refai.
Filmen, som är producerad av Sluggerfilm, har visats på SVT och NRK (som Helmer).